# Топель, Дженгиз
Дженгиз Топель (2 сентября 1934 — 8 августа 1964) — пилот ВВС Турции, был сбит во время битвы за Тилирию во время Кипрского конфликта.

## Биография
Родился 2 сентября 1934 года в Измите. Его отец — выходец из Трабзона Хаккы Бей, мать, Мебусе Ханым, родом из Измита. Дженгиз был третьим из четверых ребёнком в семье.
Учился в Бандырме и Гёнене. После смерти его отца семья переехала в Стамбул. Там Топель окончил школу, расположенную в районе Кадыкёй. После этого он поступил в военную школу Кулели, которую окончил в 1953 году. После прохождения двухлетнего обучения в Военной Академии Турции, в 1955 году Топель пошёл служить в армию. Он попал в авиацию. Во время службы в армии проходил обучение пилотированию в Канаде. После возвращения в Турцию был отправлен на военную базу Мерзифон. Затем служил на базе Эскишехир. В 1963 году Топелю было присвоено звание капитана ВВС.
8 августа 1964 году подразделение, в котором служил Топель было поднято с базы Эскишехир и направлено в воздушное пространство Кипра. Около 17:00 по местному времени самолёт Топеля F-100 Super Sabre был сбит над водной поверхностью. Топель, впрочем, сумел катапультироваться и приземлиться на землю. Он был взят в плен и доставлен в больницу. Оттуда его предположительно забрали члены Национальной гвардии Кипра.
12 августа 1964 года его тело выдано властям Турции. Согласно результатам вскрытия его тела, Топель подвергся пыткам, а затем был застрелен. Тело Топеля было захоронено 14 августа 1964 года в Стамбуле.
Считается первым пилотом ВВС Турции, который погиб в бою.

## Память
Именем Топеля названа база ВВС Турции, расположенная около Измита. На месте, где он предположительно совершил приземление, воздвигнут монумент. Ещё один памятник Топелю, который сделан из бронзы, находится в Эскишехире. Также его именем назван ряд объектов в Турции и Северном Кипре.